# Phymata maculata
Phymata maculata är en insektsart som beskrevs av Nicholas A. Kormilev 1957. Phymata maculata ingår i släktet Phymata och familjen rovskinnbaggar. Inga underarter finns listade i Catalogue of Life.